# 잔드로 바그너
잔드로 바그너(독일어: Sandro Wagner, 1987년 11월 29일, 뮌헨 ~ )는 독일의 은퇴한 축구 선수로, 포지션은 스트라이커였다. 최근 SpVgg 운터하힝의 감독을 맡았다.